# Kevin-Prince Boateng
Kevin-Prince Boateng, també conegut com a Prince, (Berlín, Alemanya, 6 de març de 1987), és un exfutbolista professional alemany nacionalitzat ghanès que jugava com a migcampista ofensiu. Té un germà petit que també juga a futbol, Jérôme Boateng.

## Carrera de club

### Las Palmas
El 2 d'agost de 2016, la UD Las Palmas va anunciar l'acord per signar contracte amb Boateng després que aquest hagués estat descartat per l'A.C. Milan.

### Sassuolo Calcio
El juliol de 2018 es va deslligar del conjunt alemany per tornar a Itàlia, fitxant pel Sassuolo Calcio

### FC Barcelona
El 21 de gener de 2019 va fer oficial la seva arribada al FC Barcelona en qualitat de cedit fins a final de temporada, amb una opció de compra de 8 milions d'euros. Va arribar al club per fer de suplent de Luis Suárez després que Munir El Haddadi fos venut al Sevilla. D'aquesta manera va esdevenir el primer ghanès en jugar mai al Barça. El juliol de 2019 va finalitzar el seu contracte de cessió amb el Barça i va deixar l'entitat.

## Palmarès
AC Milan
- 1 Serie A: 2010-11.
- 1 Supercoppa italiana: 2011.

Eintracht Frankfurt
- 1 Copa alemanya: 2017-18.

FC Barcelona
- 1 Lliga espanyola: 2018-19.

## Internacional
Ha estat internacional amb la selecció alemanya sub-21. Això no obstant, degut al seu comportament va ser-ne expulsat i el 2010 va rebre l'aprovació per part de la FIFA per a representar a Ghana al Mundial de Sud-àfrica de 2010.
El 23 de juny de 2010 va jugar amb Ghana contra el seu germà Jérôme Boateng (que va jugar amb Alemanya) a la Copa del Món de Futbol de 2010. El partit va finalitzar amb derrota de Ghana per 0-1. Va ser la primera vegada que en un partit d'un mundial hi havia dos germans enfrontats jugant per a dos països diferents. Va ser internacional amb la selecció alemanya sub-21 però degut al seu comportament en va ser expulsat. El 2010 va rebre l'aprovació de la FIFA per representar Ghana al Mundial de Sud-àfrica.
Durant el Mundial 2014 al Brasil, va ser expulsat de la delegació ghanesa, i no va poder jugar el decisiu partit contra Portugal, per haver insultat el seleccionador durant un entrenament de l'equip.

### Participacions en Copes del Món
| Mundial                        | Seu        | Resultat        | PJ | Gols |
| ------------------------------ | ---------- | --------------- | -- | ---- |
| Copa Mundial de Futbol de 2010 | Sud-àfrica | Quarts de Final | 5  | 7    |